# 土津神社
土津神社（はにつじんじゃ）は、福島県耶麻郡猪苗代町にある神社である。陸奥会津藩初代藩主・保科正之を祀っている。

## 概要
土津神社は延宝3年（1675年）、磐梯山山麓見祢山（みねやま）の地に葬られた保科正之の墓所に造営された。
「土津」（はにつ）という名称は、寛文11年（1671年）に正之が吉川惟足より吉川神道の奥義を授けられた際に「土津」の霊神号を送られたことに由来している。
翌寛文12年12月18日（1673年2月4日）に正之が死去すると、遺言通り見祢山の麓磐椅神社（いわはしじんじゃ）の西方に葬られた。正之は生前、死後は磐梯山の神を祀る磐椅神社の末社となって永遠に神に奉仕したいと望んでいたという。そのため、土津神社は磐椅神社の末社となっている。
現在境内には、明治13年（1880年）に再建された社殿と7つの末社、山崎闇斎の撰文で正之の治績を刻んだ高さ7.3mの土津霊神之碑があり、さらに奥の院として正之の墓所がある。

## 歴史
寛文12年8月11日、正之は重臣と共に見祢山へ登り、磐椅神社へ参拝した。その時にこの地を気に入り、自らの墓所と定めたという。翌年に正之が死去すると、遺言どおりにその地に葬られ、神式の葬儀によって埋葬された。この時期、江戸幕府は葬式は仏式によるものと定めていたが、吉川惟足が老中稲葉正則と交渉し、神式で執り行う旨の許可をとった。
その後、前述したとおり2年後の延宝3年に墓所の南側約1キロメートルの地に土津神社が造営された。古来の正式に則った神殿造で、日光東照宮と比較されるほどの絢爛豪華な建物だったという。
しかし、江戸幕府においては大名を神として祀る神社を創建することは禁じられていた（徳川家康が東照大権現として祀られており、大名が神となることは家康と並び立つ意思があるものと疑われた）。このため、会津藩は磐椅神社の末社を正之の墓の近くに建立したことにしたが、天和元年（1681年）の幕府の監察で神社のことが指摘されると、藩は葬儀奉行であった友松氏興に責任を押し付けて責任を回避した。更に正徳4年（1714年）に藩の働きかけにより京都の吉田家から「大明神」の神号を授けられるが、享保20年（1735年）になって幕府から老中名義で「日光（東照大権現）への憚り」を理由に神額を掲げることを禁じられている。
その後、慶応4年（1868年）の戊辰戦争時、母成峠の戦いで会津藩が敗れた後、猪苗代城代高橋権大夫の命で土津神社には火が放たれ、全焼してしまった。その後、会津藩が斗南藩（現・青森県下北半島）に移封されると、土津神社の御神体も斗南藩に遷された。明治4年（1871年）の廃藩置県によって斗南藩が廃されると、御神体は猪苗代へ戻り、磐椅神社に祀られた。この後、明治7年（1874年）から土津神社の再建が始まり、同13年に完成し、御神体が遷されて現在に至っている。
昭和62年（1987年）5月12日、会津若松市東山町と耶麻郡猪苗代町に所在する「会津藩主松平家墓所」が国の史跡に指定された。

## 土田堰と土町
正之の葬儀のときに葬儀奉行であった会津藩家老友松勘十郎氏興は、神社の維持管理の方法として、神社の神田を作ってそこからの収益で維持することを考えた。そして、荒野を切り開いて田を開発するために造られたのが土田堰（はにたぜき）である。土田堰は長瀬川（酸川の合流地点よりやや北側の辺り）から引水され、磐梯山東麓から土津神社の境内前を通り、大谷川下流にそそぐまでの約17キロメートルの堰で、磐梯山の南麓・猪苗代湖北西部一帯を灌漑している。土田堰によって開墾された村は土田新田村と呼ばれた。また、正之の墓と土津神社を守り、祭事を行う人々のために造った集落が土町（はにまち）である。土町は土津神社の門前に位置し、住民は年貢や賦役を免除されていた。
現在、土田堰は江戸時代と同様に磐梯山南麓一帯の水田を潤しており、また、土町には民宿もあり観光客が訪れている。

## 文化財

### 重要文化財
- 太刀 銘吉房

### 史跡（国指定）
- 会津藩主松平家墓所（保科正之墓所）

### 福島県指定文化財
- 絹本著色土津神社霊神画像
- 土津霊神之碑
- 奥の院
- 太刀（銘陸奥大掾 三善長道）
- 太刀・刀6口

## 祭日
- 春季大祭　5月3日
- 秋季大祭　9月21日　もみじ祭り　10月末日
- 御祥忌祭　12月18日

## アクセス
- JR磐越西線猪苗代駅より車で10分、徒歩40分。
- 磐越自動車道猪苗代磐梯高原インターチェンジより車で10分。